# Мендем Тауншип (Нью-Джерсі)
Мендем Тауншип (англ. Mendham Township) — селище (англ. township) в США, в окрузі Морріс штату Нью-Джерсі. Населення — 6016 осіб (2020).

## Демографія
Згідно з переписом 2010 року, у селищі мешкало 5869 осіб у 1952 домогосподарствах у складі 1659 родин. Було 2062 помешкання
Расовий склад населення:
| - 93,3 % — білих - 3,4 % — азіатів - 1,3 % — чорних або афроамериканців - 0,1 % — корінних американців |

До двох чи більше рас належало 1,4 %. Частка іспаномовних становила 3,6 % від усіх жителів.
За віковим діапазоном населення розподілялося таким чином: 30,2 % — особи молодші 18 років, 57,3 % — особи у віці 18—64 років, 12,5 % — особи у віці 65 років та старші. Медіана віку мешканця становила 44,6 року. На 100 осіб жіночої статі у селищі припадало 97,5 чоловіків;  на 100 жінок у віці від 18 років та старших — 94,7 чоловіків також старших 18 років.
Середній дохід на одне домашнє господарство  становив 263 575 доларів США (медіана — 170 160), а середній дохід на одну сім'ю — 297 187 доларів (медіана — 189 375). Медіана доходів становила 175 217 доларів для чоловіків та 79 250 доларів для жінок. За межею бідності перебувало 5,9 % осіб, у тому числі 8,8 % дітей у віці до 18 років та 6,1 % осіб у віці 65 років та старших.
Цивільне працевлаштоване населення становило 2570 осіб. Основні галузі зайнятості: науковці, спеціалісти, менеджери — 19,0 %, освіта, охорона здоров'я та соціальна допомога — 17,4 %, фінанси, страхування та нерухомість — 13,0 %, виробництво — 11,2 %.